# Ancienne chapelle des cadets
L'Ancienne chapelle des cadets (Old Cadet Chapel) est une église et un lieu de services funéraires et commémoratifs de l'Académie militaire de West Point, aux États-Unis.
Avec une construction en 1836, il s'agit de la plus ancienne chapelle de West Point.
La chapelle était à l'origine située dans la « zone des cadets » près de l'actuel Bartlett Hall, mais a été démontée brique par brique et déplacée au cimetière de West Point lors de l'ouverture de la chapelle actuelle des cadets (West Point Cadet Chapel (en)) en 1910.
Des plaques de marbre sur les murs commémorent les généraux de la Révolution américaine. La plaque de Benedict Arnold ne contient que l'inscription Major General — Born 1740 et son nom est omis en raison de sa trahison.

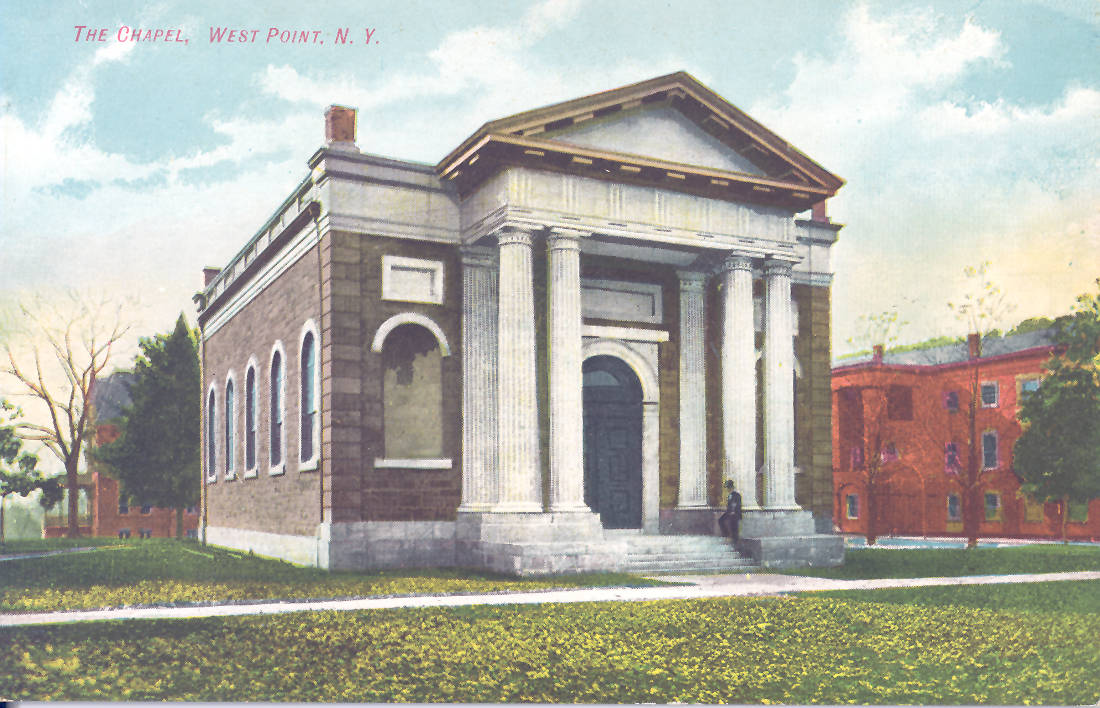
La chapelle avant son déplacement.
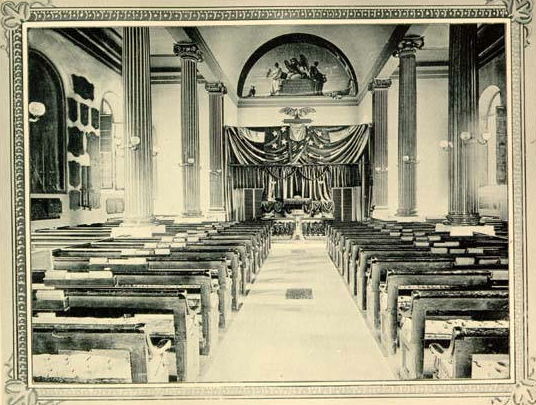
Intérieur, c. 1896.
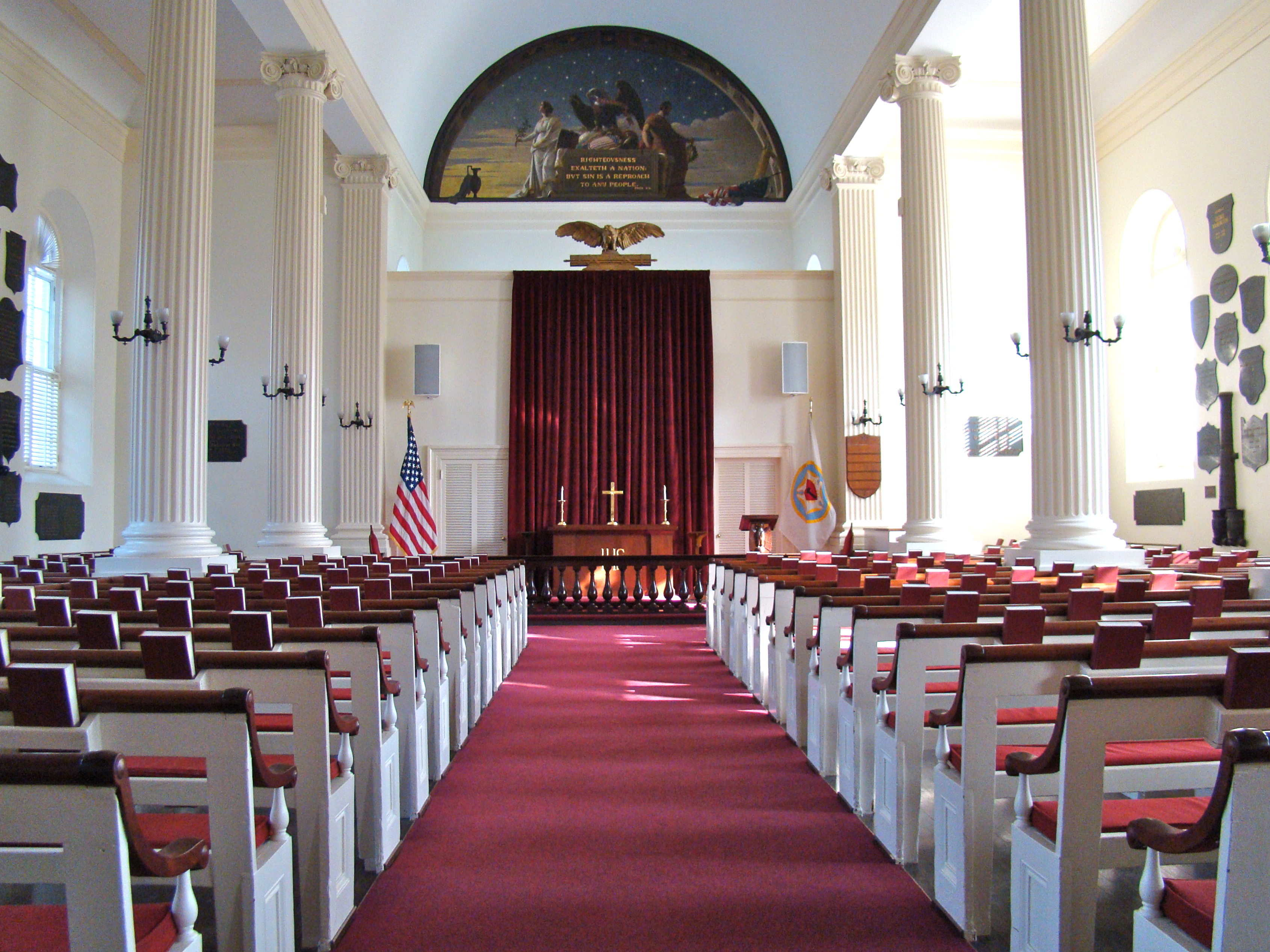
Intérieur, c. 2010.